# Запрю Икономов
Запрю Икономов е български общественик и фолклорист, дългогодишен ръководите на Неврокопския ансамбъл за народни песни и танци.

## Биография
Роден е в неврокопскопо село Ловча на 20 април 1929 година. Дълги години е самодеец в Неврокопския ансамбъл. В 1979 година става главен художествен ръководител на ансамбъла и остава като такъв до края на живота.
На 29 юли 1999 година община Гоце Делчев го удостоява със званието „почетен гражданин на Гоце Делчев“ „за големия принос в съхраняване и популяризиране фолклора на Неврокопския край и във връзка със 70-годишнината от рождението му и 40 години творческа дейност“.
Запрю Икономов умира на 30 януари 2015 година.